# Srebrni koreselj
Srebrni koreselj ali babuška (znanstveno ime Carassius gibelio) je riba iz družine krapovcev.

## Opis
Srebrni koreselj je riba z visokim, bočno močno stisnjenim telesom, pokritim z velikimi luskami. V dolžino doseže med 10 in 35 cm. Luske so večje kot pri navadnem koreslju, ob pobočnici pa poteka med 27 in 32 lusk. Običajno je srebrne barve, ki ima včasih zlat pridih.
Srebrni koresej je sprva poseljeval počasi tekoče vode in jezera v Sibiriji, od tam pa so ga kasneje zanesli drugam. Danes tako poseljuje jezera, bajerje in počasi tekoče reke Evrope, Azije in Severne Amerike. Marsikje je postal invazivna vrsta.
V glavnem se prehranjuje z ličinkami vodnih žuželk in drugimi nevretenčarji za katerimi rije po mulju. Del njegove prehrane so tudi alge in vodni plankton.